# جامعه فلاندری بلژیک
جامعه فلاندری (هلندی: Vlaamse Gemeenschap) یکی از سه جامعه قانونی بلژیک است که توسط قانون اساسی بلژیک ایجاد شده و دارای مسئولیت‌های قانونی فقط در محدودهٔ جغرافیایی دقیق منطقه هلندی‌زبان و منطقه دوزبانه بروکسل-پایتخت است. برخلاف جامعه فرانسوی بلژیک، صلاحیت‌های جامعه فلاندری با صلاحیت‌های منطقه فلاندری متحد شده و توسط مجلس فلاندری واقع در بروکسل (انتخاب‌شده مستقیماً توسط مردم) اعمال می‌شود.